# Carga útil (computação)
Em computação e telecomunicações, a carga útil (payload) é a parte dos dados transmitidos que é a mensagem real pretendida. Cabeçalhos e metadados são enviados apenas para permitir a entrega de carga útil.
No contexto de um vírus ou worm de computador, a carga útil é a parte do malware que executa uma ação maliciosa.
O termo é emprestado do transporte, onde carga útil se refere à parte da carga que paga pelo transporte.

## Redes
Em redes de computadores, os dados a serem transmitidos são a carga útil. Quase sempre é encapsulada em algum tipo de formato de quadro, composto de bits de enquadramento e uma sequência de verificação. Os exemplos são quadros Ethernet, quadros de protocolo ponto a ponto (PPP), quadro de canal de fibra e quadros de modem V.42.

## Programação
Na programação de computadores, o uso mais comum do termo é no contexto de protocolos de mensagem, para diferenciar a sobrecarga do protocolo dos dados reais. Por exemplo, uma resposta de serviço da web JSON pode ser:
```
{ "data": { "message": "Hello, world!" } }
```

O fragmento Hello, world! É a carga útil da mensagem JSON, enquanto o restante é a sobrecarga do protocolo.

## Segurança
Na segurança de computadores, a carga útil é a parte do texto privado do usuário que também pode conter malware, como worms ou vírus, que executam a ação maliciosa; excluindo dados, enviando spam ou criptografando dados. Além da carga útil, esse malware também costuma ter código de sobrecarga que visa simplesmente se espalhar ou evitar a detecção.